# ادواردو بناتو
ادواردو بناتو (به لاتین: Edoardo Bennato) (زاده ۲۳ ژوئیه ۱۹۴۶ برابر ۱ مرداد ۱۳۲۵ در ناپل، کامپانیا)، خواننده و آهنگساز ایتالیایی است. او برادر خواننده و ترانه سرا Eugenio Bennato می‌باشد. وی آهنگ ویژه جام جهانی ۱۹۹۰ ایتالیا را نیز در کارنامه خود دارد.